# COLEZO! とんねるず
『COLEZO! とんねるず』（コレゾ!とんねるず）は、とんねるずの非公式ベスト・アルバム。

## 概要
レコード会社主導のCOLEZO!シリーズの一つとしてリリースされた。1991年11月7日発売の『とんねるずの世界 アーリー・ベスト・オブ・とんねるず』から「雨の西麻布（カラオケバージョン）」を除いた収録内容となっている。。2016年2月17日には『ゴールデン☆ベスト とんねるず～THE WORLD OF TUNNELS EARLY BEST OF TUNNELS』とタイトルを変え、SHM-CD仕様にて再発売された。

## 収録曲
1. 雨の西麻布（Original Version）
2. 歌謡曲
3. Chadawa
4. おひも
5. その前の歌謡曲
6. 雨の西麻布
7. 一気!（New Version）
8. 青年の主張（New Version）
9. 天使の恥骨
10. とんねるずのテーマ
11. 角田さんのテーマ 〜おうっ俺だよ〜
12. 銀河の交番（Studio Version）
13. 母子家庭のバラード